# Condado de Lavaca
El condado de Lavaca es un condado de estado de Texas, en Estados Unidos. En el año 2000 la población era de 19.210 habitantes.  La sede del condado es Hallettsville. El nombre tiene relación con el río Lavaca.
De acuerdo con la Oficina del Censo de los Estados Unidos, el condado ocupa un área de 2.513 km² de los que solo 1 km² (0,05%) es agua.

## Condados adyacentes
- Condado de Fayette  (norte)
- Condado de Colorado  (noreste)
- Condado de Jackson  (sureste)
- Condado de Victoria  (sur)
- Condado de DeWitt (suroeste)
- Condado de Gonzales (noroeste)

## Localidades más importantes
- Hallettsville
- Moulton
- Shiner